# Karl Braun (aviateur)
Pour les articles homonymes, voir Braun et Karl Braun.
Karl Braun (1885-1945) est un aviateur allemand de la Première Guerre mondiale. Breveté en 1912, Braun est l'un des pionniers de l'aviation militaire allemande. 

## Biographie
Karl Braun naît le 17 mars 1885, à Metz, une ville de garnison animée d'Alsace-Lorraine. Avec sa ceinture fortifiée, Metz est alors la première place forte du Reich allemand, constituant une pépinière de militaires d'exception. Comme son compatriote Hermann Schaefer, le jeune Karl se tourne naturellement vers le métier des armes et s'engage très jeune dans l'armée impériale. 

### Une carrière prometteuse
Karl Braun sert dans le 9e régiment de dragons, de la 33e brigade de cavalerie (de) stationnée à Metz. Comme ses compatriotes Friedrich Marnet ou Leo Mees, Karl Braun assiste à des vols de démonstration, qui l'incitent à devenir aviateur. Dès le 25 janvier 1912, le sous-lieutenant Braun passe son brevet de pilote, à Döberitz, sur un monoplan "Etrich Taube". Braun reçoit alors la licence no 155 du "Deutscher Luftfahrtverband", l'association allemande du transport aérien, faisant de lui un "Alte Adler", un pionnier de l'aviation militaire allemande.

### Première Guerre mondiale
Pendant la Première Guerre mondiale, Karl Braun intègre le Flieger-Bataillon Nr. 4 de la Luftstreitkräfte, une unité aérienne stationnée à Strasbourg, Metz et Freiburg im Breisgau. Karl Braun sert comme officier durant toute la Première Guerre mondiale. 
Karl Braun s'éteindra en 1945, à l'âge de 60 ans.